# Biografielijst Mn

## Mna
- Mnata (738-804), hertog van Bohemen (Mythisch)

## Mne
- Mnesarchos, Grieks graveerder
- Mnesarchos, pythagoreïsch filosoof
- Mnesarchos (2e eeuw v.Chr.), Grieks filosoof

## Mnk
- Thandeko Zinti Mnkandla, Zimbabwaans politicus